# Presidium del Bundestag
La Presidenza del Bundestag è responsabile dell'amministrazione ordinaria del Bundestag, comprese le sue attività di segreteria. La presidenza è composta dal presidente del Bundestag e da un numero variabile di vicepresidenti, attualmente sei.
Il presidente viene eletto da tutti i membri del Bundestag durante la sua prima seduta; proviene quasi sempre dal più grande gruppo del Bundestag (la tradizione l'ha resa una specie di legge non scritta). La sua amministrazione termina con la fine della legislatura, ma può essere rieletto, purché sia rieletto al Bundestag.
Nel 1994, fu deciso che ogni gruppo del Bundestag doveva essere rappresentato da un Vicepresidente.

## 1° Bundestag (1949−1953)
| Presidente                   | Periodo             | Partito         |
| ---------------------------- | ------------------- | --------------- |
| Erich Köhler Hermann Ehlers  | 1949−1950 1950−1953 | CDU/CSU CDU/CSU |
| Vicepresidente               | Periodo             | Partito         |
| Carlo Schmid Hermann Schäfer | 1949−1953           | SPD FDP         |

## 2° Bundestag (1953−1957)
| Presidente                                                               | Periodo                       | Partito                |
| ------------------------------------------------------------------------ | ----------------------------- | ---------------------- |
| Hermann Ehlers Eugen Gerstenmaier                                        | 1953−1954 1954−1957           | CDU/CSU CDU/CSU        |
| Vicepresidente                                                           | Periodo                       | Partito                |
| Carlo Schmid Richard Jaeger Ludwig Schneider Max Becker Ludwig Schneider | 1953−1957 1953−1956 1956−1957 | SPD CDU/CSU FDP FVP/DP |

## 3° Bundestag (1957−1961)
| Presidente                                                                                           | Periodo                                      | Partito                        |
| --- | -------------------------------------------- | ------------------------------ |
| Eugen Gerstenmaier                                                                                   | 1957−1961                                    | CDU/CSU                        |
| Vicepresidente                                                                                       | Periodo                                      | Partito                        |
| Carlo Schmid Richard Jaeger Victor-Emanuel Preusker Max Becker Thomas Dehler Victor-Emanuel Preusker | 1957−1961 1960 1957−1960 1960−1961 1958−1960 | SPD CDU/CSU CDU/CSU FDP DVP/DP |

## 4° Bundestag (1961−1965)
| Presidente                                                | Periodo   | Partito         |
| --------------------------------------------------------- | --------- | --------------- |
| Eugen Gerstenmaier                                        | 1961−1965 | CDU/CSU         |
| Vicepresidente                                            | Periodo   | Partito         |
| Carlo Schmid Erwin Schoettle Richard Jaeger Thomas Dehler | 1961−1965 | SPD CSU/CSU FDP |

## 5° Bundestag (1965-1969)
| Presidente                                                                                       | Periodo                                                               | Partito                 |
| ------------------------------------------------------------------------------------------------ | --------------------------------------------------------------------- | ----------------------- |
| Eugen Gerstenmaier                                                                               | 1965−1969                                                             | CDU/CSU                 |
| Vicepresidente                                                                                   | Periodo                                                               | Partito                 |
| Carlo Schmid Karl Momper Erwin Schoettle Maria Probst Richard Jaeger Thomas Dehler Walter Scheel | 1965−1966 1966−1969 1965−1969 1965−1967 1967−1969 1965−1967 1967−1969 | SPD CSU/CSU CDU/CSU FDP |

## 6° Bundestag (1969−1972)
| Presidente                                                                | Periodo   | Partito         |
| ------------------------------------------------------------------------- | --------- | --------------- |
| Kai-Uwe von Hassel                                                        | 1969−1972 | CDU/CSU         |
| Vicepresidente                                                            | Periodo   | Partito         |
| Carlo Schmid Hermann Schmitt-Vockenhausen Richard Jaeger Liselotte Funcke | 1969−1972 | SPD CDU/CSU FDP |

## 7° Bundestag (1972−1976)
| Presidente                                                                      | Periodo   | Partito                 |
| ------------------------------------------------------------------------------- | --------- | ----------------------- |
| Annemarie Renger                                                                | 1972−1976 | SPD                     |
| Vicepresidente                                                                  | Periodo   | Partito                 |
| Hermann Schmitt-Vockenhausen Kai-Uwe von Hassel Richard Jaeger Liselotte Funcke | 1972−1976 | SPD CDU/CSU CDU/CSU FDP |

## 8° Bundestag (1976−1980)
| Presidente | Periodo                                                               | Partito                 |
| --- | --------------------------------------------------------------------- | ----------------------- |
| Karl Carstens Richard Stücklen                                                                                                   | 1976−1979 1979−1980                                                   | CDU/CSU CDU/CSU         |
| Vicepresidente | Periodo                                                               | Partito                 |
| Annemarie Renger Hermann Schmitt-Vockenhausen Georg Leber Richard Stücklen Richard von Weizsäcker Liselotte Funcke Richard Wurbs | 1976−1980 1976−1979 1979−1980 1976−1979 1979−1980 1976−1979 1979−1980 | SPD CDU/CSU CDU/CSU FDP |

## 9° Bundestag (1980−1983)
| Presidente                                                                          | Periodo                                 | Partito                 |
| ----------------------------------------------------------------------------------- | --------------------------------------- | ----------------------- |
| Richard Stücklen                                                                    | 1980−1983                               | CSU/CSU                 |
| Vicepresidente                                                                      | Periodo                                 | Partito                 |
| Annemarie Renger Georg Leber Richard von Weizsäcker Heinrich Windelen Richard Wurbs | 1980−1983 1980−1981 1981−1983 1980−1983 | SPD CDU/CSU CDU/CSU FDP |

## 10° Bundestag (1983−1987)
| Presidente                                                                              | Periodo                       | Partito         |
| --------------------------------------------------------------------------------------- | ----------------------------- | --------------- |
| Rainer Barzel Philipp Jenninger                                                         | 1983−1984 1984−1987           | CDU/CSU CDU/CSU |
| Vicepresidente                                                                          | Periodo                       | Partito         |
| Annemarie Renger Heinz Westphal Richard Stücklen Richard Wurbs Dieter-Julius Cronenberg | 1983−1987 1983−1984 1984−1987 | SPD CDU/CSU FDP |

## 11° Bundestag (1987−1990)
| Presidente                                                                | Periodo             | Partito         |
| ------------------------------------------------------------------------- | ------------------- | --------------- |
| Philipp Jenninger Rita Süssmuth                                           | 1987−1988 1988−1990 | CDU/CSU CDU/CSU |
| Vicepresidente                                                            | Periodo             | Partito         |
| Annemarie Renger Heinz Westphal Richard Stücklen Dieter-Julius Cronenberg | 1987−1990           | SPD CDU/CSU FDP |

## 12° (1990−1994)
| Presidente                                                       | Periodo   | Partito         |
| ---------------------------------------------------------------- | --------- | --------------- |
| Rita Süssmuth                                                    | 1990−1994 | CDU/CSU         |
| Vicepresidente                                                   | Periodo   | Partito         |
| Helmut Becker Renate Schmidt Hans Klein Dieter-Julius Cronenberg | 1990−1994 | SPD CDU/CSU FDP |

## 13° Bundestag (1994−1998)
| Presidente                                                                 | Periodo                                           | Partito                                         |
| -------------------------------------------------------------------------- | ------------------------------------------------- | ----------------------------------------------- |
| Rita Süssmuth                                                              | 1994−1998                                         | CDU/CSU                                         |
| Vicepresidente                                                             | Periodo                                           | Partito                                         |
| Hans-Ulrich Klose Hans Klein Michaela Geiger Burkhard Hirsch Antje Vollmer | 1994−1998 1994−1996 1997−1998 1994−1998 1995−1998 | SPD CSU/CSU CDU/CSU CDU/CSU Alleanza 90/I Verdi |

## 14° Bundestag (1998−2002)
| Presidente                                                             | Periodo   | Partito                                     |
| ---------------------------------------------------------------------- | --------- | ------------------------------------------- |
| Wolfgang Thierse                                                       | 1998−2002 | SPD                                         |
| Vicepresidente                                                         | Periodo   | Partito                                     |
| Anke Fuchs Rudolf Seiters Hermann Otto Solms Antje Vollmer Petra Bläss | 1998−2002 | SPD CDU/CSU FDP/CSU Alleanza 90/I Verdi PDS |

## 15° Bundestag (2002−2005)
| Presidente                                                       | Periodo   | Partito                             |
| ---------------------------------------------------------------- | --------- | ----------------------------------- |
| Wolfgang Thierse                                                 | 2002−2005 | SPD                                 |
| Vicepresidente                                                   | Periodo   | Partito                             |
| Suzanne Kastner Norbert Lammert Hermann Otto Solms Antje Vollmer | 2002−2005 | SPD CDU/CSU FDP Alleanza 90/I Verdi |

## 16° Bundestag (2005−2009)
| Presidente                                                                                                   | Periodo                       | Partito                                                 |
| --- | ----------------------------- | ------------------------------------------------------- |
| Norbert Lammert                                                                                              | 2005−2009                     | CDU/CSU                                                 |
| Vicepresidente                                                                                               | Periodo                       | Partito                                                 |
| Suzanne Kastner Wolfgang Thierse Gerda Hasselfeldt Hermann Otto Solms Katrin Göring-Eckardt Vacant Petra Pau | 2005−2009 2005−2006 2006−2009 | SPD CSU/CSU CDU/FDP CDU/Alleanza 90/I Verdi La Sinistra |

## 17° Bundestag (2009−2013)
| Presidente                                                                                          | Periodo                       | Partito                                                 |
| --------------------------------------------------------------------------------------------------- | ----------------------------- | ------------------------------------------------------- |
| Norbert Lammert                                                                                     | 2009−2013                     | CDU/CSU                                                 |
| Vicepresidente                                                                                      | Periodo                       | Partito                                                 |
| Gerda Hasselfeldt Eduard Oswald Wolfgang Thierse Hermann Otto Solms Katrin Göring-Eckardt Petra Pau | 2009−2011 2011−2013 2009−2013 | CDU/CSU CDU/CSU SPD FDP Alleanza 90/I Verdi La Sinistra |

## 18° Bundestag (2013−2017)
| Presidente                                                                                                 | Periodo                                      | Partito                                                                     |
| --- | -------------------------------------------- | --------------------------------------------------------------------------- |
| Norbert Lammert                                                                                            | 2013−2017                                    | CDU/CSU                                                                     |
| Vicepresidente                                                                                             | Periodo                                      | Partito                                                                     |
| Johannes Singhammer Edelgard Bulmahn Petra Pau Claudia Roth Peter Hintze Vacant Michaela Noll Ulla Schmidt | 2013−2017 2013−2016 2016–2017 2017 2013−2017 | CDU/CSU SPD La Sinistra Alleanza 90/I Verdi CDU/CSU CDU/CSU CDU/CSU SPD/CSU |

Peter Hintze è deceduto il 26 novembre 2016. Il 19 gennaio 2017, Michaela Noll è stata eletta nella carica lasciata vacante.

## 19° Bundestag (2017–)
| Presidente                                                                            | Periodo                                                                                               | Partito                                                 |
| ------------------------------------------------------------------------------------- | --- | ------------------------------------------------------- |
| Wolfgang Schäuble                                                                     | 2017 - in carica                                                                                      | CDU/CSU                                                 |
| Vicepresidente                                                                        | Periodo                                                                                               | Partito                                                 |
| Hans-Peter Friedrich Thomas Oppermann Vacante Wolfgang Kubicki Petra Pau Claudia Roth | 2017 - in carica 2017 - in carica 2017 - in carica 2017 - in carica 2017 - in carica 2017 - in carica | CDU/CSU SPD AfD CDU/FDP La Sinistra Alleanza 90/I Verdi |